# Jill St. John
Jill St. John (ur. 19 sierpnia 1940 w Los Angeles) – amerykańska aktorka filmowa i telewizyjna. Nominowana do Złotego Globu dla najlepszej aktorki w filmie komediowym lub musicalu. Jej przełomową rolą była dziewczyna Bonda Tiffany Case w filmie o Jamesie Bondzie Diamenty są wieczne (1971).

## Życiorys
Urodziła się w Los Angeles w Kalifornii jako córka Betty Lou (z domu Goldberg) i Edwarda Oppenheima, zamożnego właściciela restauracji. Jej rodzina była pochodzenia żydowskiego. Uczęszczała na zajęcia baletu dziecięcego wraz z Natalie Wood i Stefanie Powers. Ukończyła Beverly Hills High School i studiowała na UCLA.
Już jako pięciolatka występowała w teatrze i radiu wraz ze swoją mamą. W latach 1945–1951 użyczyła głosu Sharon Barbour w radiowej operze mydlanej NBC One Man’s Family. W grudniu 1949 zadebiutowała na scenie. W wieku 16 lat podpisała kontrakt z wytwórnią Universal Pictures. Po udziale w serialu ABC) Sandy Dreams (1948), wystąpiła jako panna Cratchit w telewizyjnej adaptacji powieści Charlesa Dickensa Opowieść wigilijna (A Christmas Carol, 1949) z Vincentem Price w roli narratora. Pojawiła się jako angielska dziewczyna w dramacie wojennym Charlesa Vidora Grzmot na Wschodzie (Thunder in the East, 1951) z Alanem Laddem i Deborah Kerr. Wkrótce otrzymała role odważnych córek, w tym jako Erica Landis w komedii muzycznej Summer Love (1957) z Johnem Saxonem, jako Kate Pennypacker w komedii familijnej The Remarkable Mr. Pennypacker (1959) z Dorothy McGuire, Meg Dean w komedii Holiday for Lovers (1959) z Jane Wyman, Toby Tobler w komedii Daniela Manna Kto spał w moim łóżku? (Who’s Been Sleeping in My Bed?, 1963) z Carol Burnett, Barbara Tuttle w komedii Kto jest sklepem? (Who’s Minding the Store?, 1963) oraz jako Sherry Nugent w komedii Hotel Miesiąc Miodowy (Honeymoon Hotel, 1964) z Robertem Gouletem.
Przed kamerami była zazwyczaj femme fatale. Pierwszy większy sukces odniosła jako Monica w komedii Eight on the Lam (1967) z udziałem Boba Hope’a, a potem w roli Michelle Howell w serialu NBC The Name of the Game (1968), gdzie wystąpili: Tony Franciosa, Gene Barry i Robert Stack. Jej najważniejszą rolą filmową była postać Tiffany Case, pierwszej amerykańskiej dziewczyny Bonda w produkcji o agencie 007 Diamenty są wieczne (1971) u boku Seana Connery’ego.
W latach 80. i 90. pojawiała się na ekranie coraz rzadziej, a potem jedynie w epizodach.
W ostatnich latach skupiła się na pisaniu artykułów do weekendowej amerykańskiej gazety, jej wielką pasją jest gotowanie, napisała kilka książek kucharskich.
Była cztery razy zamężna, po raz ostatni stanęła na ślubnym kobiercu w roku 1990 wspólnie z aktorem Robertem Wagnerem.